# Klein Miltzow
Klein Miltzow ist ein Ortsteil der Gemeinde Sundhagen im Landkreis Vorpommern-Rügen.

Miltzow zwischen 1880 und 1920

## Geografie und Verkehr
Klein Miltzow liegt 14 Kilometer nordöstlich der Stadt Grimmen, 14 Kilometer südöstlich von Stralsund und 17,5 Kilometer nordwestlich von Greifswald. Östlich des Ortes verläuft die Bundesstraße 105, die ehemalige Bundesstraße 96. Neben dem Ort verläuft die Bahnstrecke Angermünde–Stralsund.

## Geschichte
Klein Miltzow wurde vor dem 13. Jahrhundert als slawische Siedlung gegründet, wie der Name Klein Miltzow vermuten lässt.
Miltzow – wahrscheinlich Groß Miltzow wurde im Dezember 1313 erstmals urkundlich als Mildessowe genannt. Es war eine frühdeutsche (1230 bis 1400) Gründung, wie eine Urkunde über Mildesouwe vom 2. Februar 1325 mit den Namen von drei deutschen Einwohnern belegt. Das heutige Miltzow (vorher auch Neu Miltzow genannt) gab es lt. schwedischer Matrikelkarte von 1696 nicht. Der Ort Klein Miltzow wurde 1696 noch nicht als solches bezeichnet. Er war nördlicher Bestandteil der heutigen Nachbarsiedlung Reinkenhagen.
Klein Miltzow entwickelte sich früh zu einem Gutsdorf mit dem dominanten Gut und der zugehörigen Landarbeiter-Katensiedlung. In dem PUM von 1835 (preuß. Urmesstischblatt) ist ein großes quadratisches Gutsgelände zu erkennen sowie eine kleine Katensiedlung. Das Gut verfügte über ausgedehnte Parkanlagen. Das Messtischblatt von 1880 (MTB 1880) zeigt ein verändertes Gut, das sich als kompakte Dreiseitanlage darstellt. Der Park weist jetzt eine barocke Struktur auf. Südlich vom Gut sind Landarbeiterkaten vorhanden.
1871 weist die staatliche Statistik folgende Informationen auf: Klein Miltzow hatte 6 Wohnhäuser mit 17 Haushaltungen und 95 Einwohner, 1867 waren es noch 102.
Bis 1920 (lt. MTB 1920) veränderte sich das Dorf nicht. Mit der Bodenreform von 1945 wurden in Verlängerung des alten Dorfkerns kleine Neubauernsiedlungen eingerichtet. Später wurde das Gutsgelände mit einem Agrar-Komplex der LPG überbaut. Nur ein Gebäude des Gutes überlebte, es wurde Baudenkmal.
Der LPG-Komplex erweiterte sich nach 1990 zu einem umfangreichen Gewerbegebiet, das fast eine Verbindung zwischen Klein Miltzow und Miltzow herstellt.
Klein Miltzow gehörte zur Gemeinde Miltzow. Diese schloss sich am 7. Juni 2009 mit den Gemeinden Behnkendorf, Brandshagen, Horst, Kirchdorf, Reinberg und Wilmshagen zur neuen Gemeinde Sundhagen zusammen.

## Sehenswürdigkeiten
- Gutspark mit Gutshaus